# 国持衆
国持衆（くにもちしゅう）は、室町幕府における役職的な身分の一つ。いわゆる国持の守護大名の事。三職家や御相伴衆の一族をはじめ、有力大名が列し、室町幕府内では御相伴衆に次ぐ格式にあった。室町幕府においてはこの三職・御相伴衆・国持衆、准国持衆に列した家々を「大名」と称した。

## 国持衆に列した主な大名家
国持衆に列した主な大名家は以下の通り。この他、三職家や御相伴衆の子息が列する事があった。
斯波氏（大野家）加賀・越前大野郡の守護。
細川氏（上和泉家）和泉の守護。
細川氏（下和泉家）和泉の守護。
山名氏（伯耆家）伯耆の守護。
山名氏（石見家）石見の守護。
土岐氏（西池田家）美濃の守護。侍所所司。
武田氏（豆州家）若狭・丹後・安芸佐東郡の守護。
今川氏駿河の守護。
六角氏近江の守護。
冨樫氏加賀の守護。

## 准国持衆
外様衆の中でも国持衆に准ずる格式に列した大名。
細川氏（奥州家）細川顕氏の系統。
京極氏（加州家）京極高数の系統か。

## 国持衆並
御供衆の中でも国持衆並とされた家々。
細川氏（淡路家）淡路の守護。
細川氏（備中家）備中の守護。
細川氏（典厩家）摂津中島郡の守護。
山名氏（因幡家）因幡の守護。